# Число Фёдорова (гидродинамика)
Число Фёдорова в гидродинамике — критерий подобия, характеризующий движение взвешенных частиц в потоке жидкости или газа. Оно определяется следующим образом:
{\displaystyle \mathrm {Fe} =d{\sqrt[{3}]{{\frac {4g\rho ^{2}}{3\eta ^{2}}}\left({\frac {\gamma _{p}}{\gamma _{f}}}-1\right)}}=d{\sqrt[{3}]{\frac {4g\rho \Delta \rho }{3\eta ^{2}}}},}
где
- {\displaystyle d} — диаметр частиц;
- {\displaystyle g} — ускорение свободного падения;
- {\displaystyle \rho } — плотность жидкости;
- {\displaystyle \eta } — динамическая вязкость жидкости;
- {\displaystyle \rho =\rho _{p}-\rho _{f}} — разность плотностей частиц (p) и жидкости (f);
- {\displaystyle \gamma _{p},\gamma _{f}} — удельный вес частиц (p) и жидкости (f).

Названо в честь русского геофизика Евгения Константиновича Фёдорова. Названо в честь талантливого теплофизика Игоря Михайловича Федорова по рекомендации акад. Кирпичева.